# Gonçalo Paredes
Gonçalo Rodrigues Paredes (Coimbra, 12 de Agosto de 1873 - Coimbra, 18 de Abril de 1915) foi um guitarrista e compositor português, pai de Artur Paredes e avô de Carlos Paredes.
Foi um cultivador do estilo da guitarra de Coimbra, envolvido no movimento de afirmação da canção de Coimbra como estilo autónomo do fado e da guitarra de Lisboa. Teve um papel decisivo no desenvolvimento musical do seu filho, Artur Paredes. A sua peça mais conhecida é a "Valsa de Outros Tempos", com uma segunda parte escrita por Artur Paredes, em 1923.
Depois de atentar contra a vida da mulher, Maria de Jesus, que sobreviveria, suicidou-se com um tiro na cabeça, em 18 de Abril de 1915, com apenas 41 anos.